# Alexandromys mujanensis
Alexandromys mujanensis és una espècie de talpó que només es troba a Rússia.